# Laboratoire sur puce

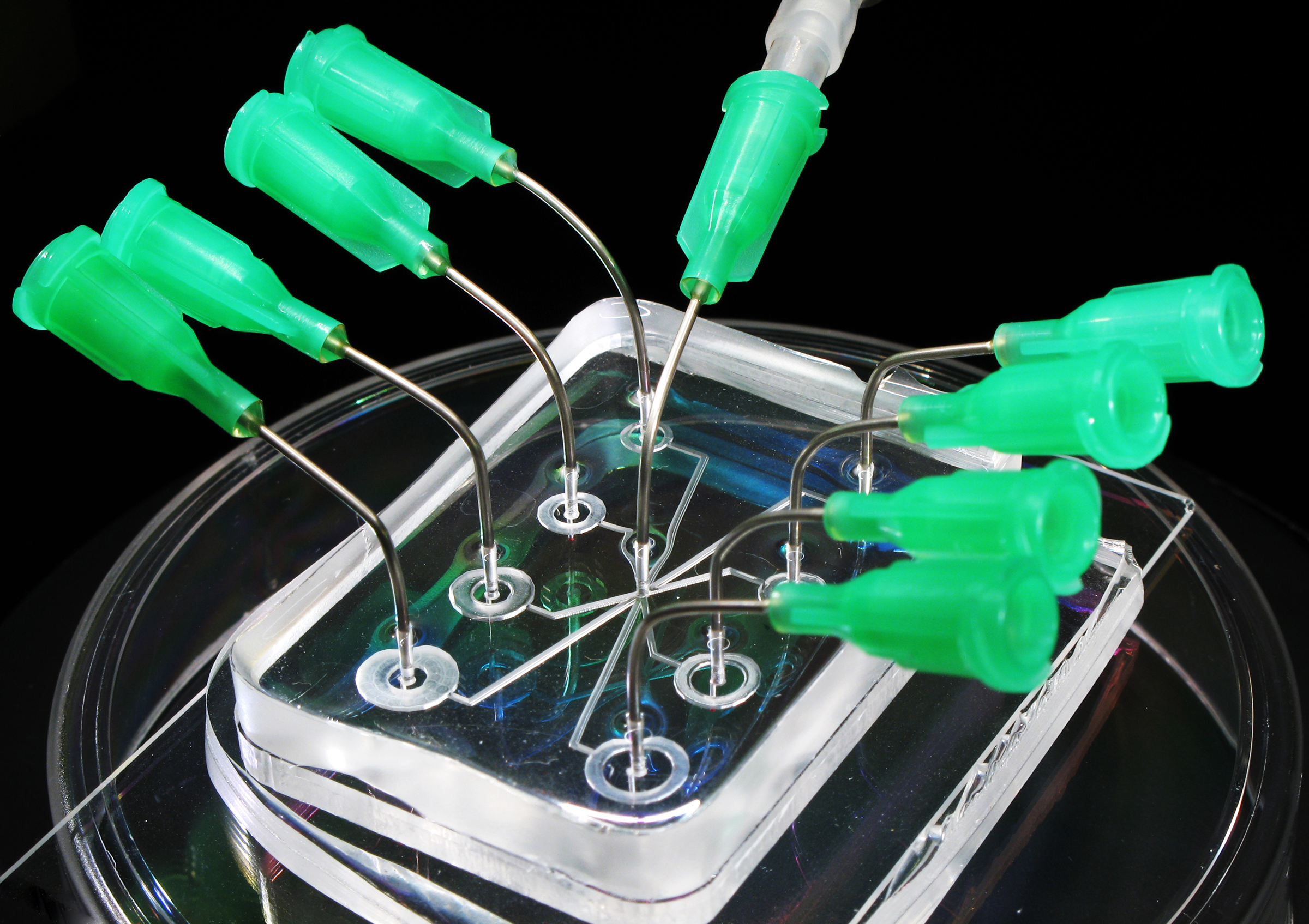
Laboratoire microfluidique sur puce. Les aiguilles en acier, de l'épaisseur d'un cheveu, servent ici de point d'accès pour des fluides

Un laboratoire sur puce est un dispositif intégré rassemblant, sur un substrat miniaturisé, une ou plusieurs fonctions de laboratoire.

## Historique et définitions
L'analyse du vivant regroupe trois des quatre raisons majeures ayant entraîné le développement de la microfluidique ; elle représente par conséquent une large part des applications. On considère généralement que le premier dispositif microfluidique d'analyse est celui développé par Terry et al. ; ceux-ci réalisent en 1979 un système miniaturisé d'analyse de gaz par chromatographie sur un substrat de silicium. Ils réduisent les dimensions du dispositif de trois ordres de grandeur, tout en intégrant une colonne de séparation d'1,5 m de long, capable de séparer des mélanges gazeux hydrocarbonés en moins de dix secondes. Ce travail est tellement novateur qu'il faut attendre dix ans pour voir émerger des travaux analogues et la rationalisation du concept : Manz et al. proposent en 1990 la notion de « systèmes miniaturisés d'analyse chimique totale » (miniaturized total chemical analysis systems), plus tard abrégé en « microTAS » (micro total analysis systems, microsystèmes d'analyse totale). Ce terme regroupe les systèmes miniaturisés, possédant généralement une dimension micrométrique, qui intègrent la séquence complète d'analyse d'un échantillon brut jusqu'à la lecture du résultat. Le concept de « laboratoire sur puce » (lab-on-a-chip, LOC), plus général, émerge plus tard, quand il s'avère que les technologies de microTAS ont d'autres applications que la chimie analytique. La notion de laboratoire sur puce est moins restrictive que celle de microTAS : un laboratoire sur puce ne contient pas nécessairement l'intégralité de la chaîne d'analyse, alors que c'est la définition d'un microTAS ; les laboratoires sur puce de synthèse chimique ne sont par exemple pas des microTAS. On peut définir un laboratoire sur puce comme un dispositif intégré rassemblant, sur un substrat miniaturisé, une ou plusieurs fonctions de laboratoire.

## Débuts
Les premiers travaux des années 1990 consistent en la miniaturisation de dispositifs d'analyse chimique. Manz et al. utilisent des techniques de photolithographie, d'oxydation et de gravure chimique pour réaliser des puces d'électrophorèse capillaire sur silicium. L'application de plus fortes tensions électriques, nécessaire pour rendre l'analyse plus rapide et performante, incite rapidement à se tourner vers le verre. Harrison et al. développent ce concept en réalisant, sur une puce en verre, un système intégré d'électrophorèse capillaire, comprenant des pompes électro-osmotiques,. Ces travaux novateurs démontrent à l'époque les potentialités des systèmes d'analyse miniaturisés ; de nombreuses équipes de recherche décident alors de développer de tels dispositifs, entraînant de nombreuses avancées technologiques.

## Développement récent
Les travaux sur les laboratoires sur puce et les microTAS trouvent rapidement leur place. Des journaux comme Electrophoresis ou Anal. Chem. les accueillent à bras ouverts. La conférence internationale annuelle microTAS (International conference on miniaturized systems for chemistry and life sciences) existe depuis 1994 ; le journal Lab on a Chip, publié par RSC Publishing, est créé en 2001. Les travaux récents dans le domaine des laboratoires sur puce et des microsystèmes d'analyse totale font régulièrement l'objet de revues de la littérature,,.

## Applications
La chimie analytique et la biologie moléculaire participent fortement au développement de la microfluidique et des laboratoires sur puce ; la majorité des applications relève donc de ces domaines. En 2002, Auroux et al. en proposent une revue assez complète, en particulier concernant les opérations standard d'analyse chimique. Des laboratoires sur puce sont actuellement développés pour l'étude de la plupart des molécules et macromolécules biologiques : ADN,, protéines et peptides,, cellules,, anticorps et antigènes, et sucres,. Les applications visées en recherche et développement sont le diagnostic clinique (grippe aviaire, cancer), notamment en « point de service », et la recherche pharmaceutique : les techniques miniaturisées permettent de réaliser des criblages parallélisés haut débit pour la découverte de médicament. Les techniques de surveillance biomédicale en point de service sont également généralisées à la sécurité sanitaire des aliments et l'analyse chimique environnementale, afin de contrôler la qualité de la nourriture ou la pollution des cours d'eau. Par ailleurs, une part non négligeable des financements de recherche sur les laboratoires sur puce provient des fonds alloués à la lutte contre le bioterrorisme ; on voit par exemple apparaître des dispositifs de détection du gaz sarin dans le sang. Les Sandia National Laboratories jouent un rôle important dans le domaine de la biodéfense. Pour finir, les laboratoires sur puce ne sont pas limités à l'analyse biologique ; ils peuvent également servir de réacteurs chimiques. Les dimensions réduites des systèmes microfluidiques permettent en effet un meilleur contrôle et une meilleure détection des réactions chimiques, notamment du mélange de réactifs,.

## Protéomique
La recherche protéomique est un domaine de recherche post-génomique très actif ; de nombreux travaux menés en microfluidique et sur les laboratoires sur puce sont liés à l'analyse des protéines et de leurs fonctions,,,. La miniaturisation de l'analyse protéomique est motivée par le gain de performance du « triangle analytique ». Freire et al. identifient quatre fonctions majeures indispensables à la protéomique sur puce : le traitement chimique, la préconcentration et le nettoyage, les séparations chimiques et les interfaces avec la spectrométrie de masse (pour analyse). Ils rappellent l'importance (et la difficulté) de développer les différents modules et de les intégrer sur un même support. Les opérations typiques réalisées sur puce sont la séparation rapide et l'analyse de digests de protéines ; des résultats très encourageants sont obtenus, notamment par Li et al. : cette équipe a développé une réelle plate-forme protéomique d'analyse SPE-CE-MS de digests de protéines ; la plate-forme, équipée d'une dispense d'échantillons automatisée, est capable de traiter douze échantillons par heure.